# Omar Karámí
Omar Karámí (7. září 1934 – 1. ledna 2015) byl libanonský politik. Narodil se v obci An Nouri nedaleko města Tripolis, jeho otcem byl předseda vlády Abdul Hamíd Karámí a bratrem politik Rašíd Karámí. Studoval právo na káhirské univerzitě, školu úspěšně dokončil v roce 1956. V roce 1989 byl jmenován ministrem školství a o rok později předsedou vlády. Ve funkci zůstal do května 1992. V říjnu 2004 se funkce ujal podruhé. V únoru následujícího roku podal i s celou vládou demisi v důsledku nepokojů po atentátu na bývalého premiéra Rafíka Harírího. Tehdejší prezident Emil Lahúd jej hned v březnu znovu jmenoval do funkce premiéra, ale už v dubnu Karámí z funkce opět odstoupil a dalším premiérem se stal Nadžíb Míkátí.
Zemřel v lednu 2015 ve věku osmdesáti let.